# Швентохловице
Швентохловѝце (на полски: Świętochłowice; на немски: Schwientochlowitz) е град в Южна Полша, Силезко войводство. Административно е обособен в самостоятелен градски окръг (повят) с площ 13,31 км2.

## География
Градът се намира в историческата област Горна Силезия. Част е от Горносилезката метрополия. Граничи с Руда Шльонска на запад и юг, с Хожов на изток и с Битом на север.

## История
През 1943 г. в града е създаден филиал на концлагера Аушвиц. Той продължава да се използва и от комунистическото правителство на Полша между януари и ноември 1945 г., като през този период там умират 1855 затворници, повечето при епидемия от тиф.

## Население
Според данни от полската Централна статистическа служба, към 1 януари 2014 г. населението на града възлиза на 51 824 души. Гъстотата е 3 892 души/км2.

## Фотогалерия
- Църква „Св. Августин“
- Улица „Хожовска“
- „Фамильоки“